# NGC 7184
NGC 7184 (другие обозначения — PGC 67904, ESO 601-9, MCG −4-52-9, UGCA 425, IRAS21599-2103) — спиральная галактика с перемычкой (SBc) в созвездии Водолея. Открыта Уильямом Гершелем в 1783 году.
Этот объект входит в число перечисленных в оригинальной редакции «Нового общего каталога».
В галактике в 1984 году обнаружена вспышка сверхновой типа I, получившей обозначение SN 1984N. Её пиковая видимая звёздная величина составила 14m.